# No me gusta conducir
No me gusta conducir és una minisèrie de televisió espanyola de comèdia creada per Borja Cobeaga per a la cadena TNT. És protagonitzada per Juan Diego Botto, Lucía Caraballo, Leonor Watling, David Lorente, Carlos Areces, Enrique Villén, Marta Larralde i Javier Cámara.

## Argument
La sèrie explica la història de Pablo (Juan Diego Botto), un professor d'universitat de 40 anys sabut, una mica abstret i rondinaire, obligat a treure's el carnet de conduir. En apuntar-se a l'autoescola descobreix que encara li queda molt per aprendre, tant de conduir com de la vida en general.

## Producció
La sèrie està inspirada en les experiències de Cobeaga a l'autoescola quan es va treure el carnet de conduir als 42 anys. El rodatge de la sèrie va començar a l'estiu de 2022.
El 29 de setembre de 2022, TNT va presentar el tràiler de la sèrie i va anunciar que s'estrenaria el 25 de novembre de 2022. Abans de la seva estrena per al gran públic es va projectar a l'edició del Serielizados Fest de Barcelona el 19 d'octubre de 2022, amb un col·loqui posterior amb Borja Cobeaga, Juan Diego Botto i Lucía Caraballo, així com a l'edició a Madrid del festival el 25 d'octubre del 2022.